# خرگوش بی‌دم شمالی
خرگوش بی‌دم شمالی (نام علمی: Ochotona hyperborea) نام یک گونه از سرده خرگوش بی‌دم است.